# Melita Aitken
Melita Aitken (Drumbo, 31 de marzo de 1866 – Vancouver, 28 de agosto de 1945) fue una artista y escritora canadiense.

## Trayectoria
Aitken nació en Drumbo, Ontario y fue estudiante de arte con la también artista canadiense Mary Dignam en Toronto y con el artista holandés John Vanderpoel en el Instituto de Arte de Chicago. En sus inicios, Aitken pintaba retratos en óleo, pero después empezó a pintar flores en acuarela tras descubrir que el plomo que contenían las pinturas al óleo estaba afectando su salud.
Entre 1918 y 1930 fue miembro de la British Columbia Society of Artists. Asimismo, fue miembro de la Island Arts and Crafts Society, la National Association of Women Artists y la Women's Art Club de Toronto.
Su trabajo fue exhibido en la Royal Academy de London, Ontario en 1931; de 1931 a 1933 en la Royal Canadian Academy, el Salón de París en 1932 y 1933; y en los espectáculos de primavera de la Art Association of Montreal entre 1932 y 1942. Además, la Victoria Art Gallery, en 1936, y la Galería de Arte de Vancouver, en 1938, realizaron exposiciones individuales de Aitken. Alrededor de 1920, publicó la colección de poemas Maple Grove y Other Poems.

## Vida familiar
Aitken se casó con el capitán Robert James Aitken, con el que tuvo tres niños y que fue asesinado en combate en la Primera Guerra Mundial. Después de pasar un tiempo en el extranjero, regresó a Sault Ste. Marie, y más tarde se mudó a Victoria y Vancouver.
Aitken murió en Vancouver a la edad de 79 años.